# Johnny Weltz
Johnny Weltz (ur. 20 marca 1962 w Kopenhadze) – duński kolarz szosowy, srebrny medalista mistrzostw świata w kategorii amatorów.

## Kariera
Największe sukcesy w karierze Johnny Weltz osiągnął w 1985 roku, kiedy zdobył srebrny medal w wyścigu ze startu wspólnego amatorów podczas mistrzostw świata w Giavera del Montello. W zawodach tych wyprzedził go jedynie polak Lech Piasecki, a trzecie miejsce zajął Belg Frank Van De Vijver. Ponadto w 1987 roku wygrał francuskie wyścigi Grand Prix de Plumelec-Morbihan oraz Grand Prix d'Ouverture La Marseillaise, w 1992 roku hiszpański Clásica de Almería, a w 1993 roku kolejny hiszpański wyścig - Grand Prix Miguel Indurain. Czterokrotnie startował w Tour de France, najlepszy wynik osiągając w 1988 roku, kiedy zajął 54. miejsce i wygrał jeden z etapów. W tym samym roku wygrał także jeden etap podczas Vuelta a España, a w 1990 roku zajął 28. miejsce w klasyfikacji generalnej tego wyścigu. W 1992 roku wystartował także w Giro d'Italia, ale wycofał się przed końcem rywalizacji. W 1989 roku zdobył złoty medal mistrzostw Danii w wyścigu ze startu wspólnego. Nigdy nie wziął udziału w igrzyskach olimpijskich.